# コリーン・フーヴァー
コリーン・フーヴァー（Colleen Hoover、1979年12月11日 - ）は、アメリカのロマンス小説・ヤングアダルト小説家。

代表作は2016 年のロマンス小説『It Ends with Us』

彼女の作品の多くは、出版社に取り上げられる前に自費出版されている。

2023年にはタイム誌によって世界で最も影響力のある100人の1人に選ばれた。

## 経歴
1979年12月11日 テキサス州サルファースプリングスで生まれた。
1998 年にサルティヨ高校を卒業。
2000 年にヒース・フーヴァーと結婚し3人の息子をもうけた。
テキサス A&M コマースを卒業し、ソーシャルワークの学位を取得。作家としてのキャリアを始める前にさまざまな社会福祉活動や教育の仕事に従事していた。

2011年11月 『Slammed』執筆開始。当時は出版するつもりは無かったという。
2012年1月 『Slammed』自費出版

Amazon Kindleを手に入れたばかりの母親が読めるようにこの小説を出版したと述べている。

2012年2月 『Point of Retreat』自費出版

同年8月『Slammed』と『Point of Retreat』はニューヨーク・タイムズのベストセラーリストでそれぞれ8位と18位になった。
2012年12月 『Hopeless』自費出版

新刊ランキングで1位を記録。同年7月に姉妹小説『Losing Hope』が出版された。
2013年　社会福祉分野での仕事を辞め、フルタイムの作家になる。
2015年 『Never Never』タリン・フィッシャーとコラボレーション
2016年 『It Ends with Us』出版。この本を「これまでに書いた中で最も難しい本」と述べた。この小説は家庭内暴力に関するものであり、被害者を擁護する目的で書かれたという。
この本の主人公であるリリーは、幼い頃に家庭内暴力を経験し、父親による母親への虐待を目の当たりにし、さらにそれを直接体験し、大人になってから暴力的な関係に陥ることになる。

2021年TikTokの#BookTokコミュニティからの注目により、フーヴァーの人気が急上昇。その結果、2022年1月、『It Ends with Us』はニューヨーク・タイムズのベストセラーリストで1位となる。2019年の時点でこの小説は世界中で100万部以上売れており、20以上の言語に翻訳されている。
2022年10月18日 『It Ends with Us』の続編『It Starts with Us』がAtria Booksから出版される。この小説は出版社にとって史上最も予約注文の多い本となった。

2022年10月の時点で、フーヴァーの書籍は2,000 万冊以上販売されている。
2022年　ニューヨーク・タイムズ紙のペーパーバック・フィクションのベストセラー・リストを独占。トップ10のうち6つを占める快挙を達成。
2023年3月22日 日本語翻訳版『イット・エンズ・ウィズ・アス　ふたりで終わらせる』が二見書房より販売開始。
2023年5月『It Ends with Us』映画の撮影が開始された。
2024年8月9日 映画『It Ends with Us』全米公開（主演：ブレイク・ライヴリー）

### 受賞・ノミネート歴
| 年   | 賞                      | 作品名            | カテゴリ                   | 結果 | 出典   |
| ---- | ----------------------- | ----------------- | -------------------------- | ---- | ------ |
| 2012 | Goodreads Choice Awards | Slammed           | ヤングアダルトフィクション | 3位  | [ 1 ]  |
| 2013 | Goodreads Choice Awards | Losing Hope       | ロマンス                   | 4位  | [ 2 ]  |
| 2013 | Goodreads Choice Awards | This Girl         | ロマンス                   | 14位 | [ 2 ]  |
| 2014 | UtopYA Con Awards       | Maybe Someday     | Most Innovative Marketing  | 受賞 | [ 3 ]  |
| 2014 | Goodreads Choice Awards | Maybe Someday     | ロマンス                   | 2位  | [ 4 ]  |
| 2014 | Goodreads Choice Awards | Ugly Love         | ロマンス                   | 4位  | [ 4 ]  |
| 2015 | Goodreads Choice Awards | Confess           | ロマンス                   | 受賞 | [ 5 ]  |
| 2016 | Goodreads Choice Awards | It Ends with Us   | ロマンス                   | 受賞 | [ 6 ]  |
| 2017 | Goodreads Choice Awards | Without Merit     | ロマンス                   | 受賞 | [ 7 ]  |
| 2018 | Goodreads Choice Awards | All Your Perfects | ロマンス                   | 2位  | [ 8 ]  |
| 2019 | Goodreads Choice Awards | Verity            | ロマンス                   | 2位  | [ 9 ]  |
| 2020 | Goodreads Choice Awards | Regretting You    | ロマンス                   | 4位  | [ 10 ] |
| 2022 | Goodreads Choice Awards | Reminders of Him  | ロマンス                   | 2位  | [ 11 ] |
| 2022 | Goodreads Choice Awards | It Starts with Us | ロマンス                   | 3位  | [ 11 ] |

## 作品

### 書籍

#### It ends with Usシリーズ
- It Ends with Us (2016年)
  - 『イット・エンズ・ウィズ・アス　ふたりで終わらせる』 相山夏奏 訳、二見書房、2023年
- It Starts with Us (2022年) 
  - 『イット・スターツ・ウィズ・アス　ふたりから始まる』 相山夏奏 訳、二見書房、2023年

#### Slammedシリーズ
- Slammed (2012年)
- Point of Retreat (2012年)
- This Girl (2013年)

#### Hopelessシリーズ
- Hopeless (2012年)
- Losing Hope (2013年)
- Finding Cinderella (2013年) novella
- Finding Perfect (2019年) novella

#### Maybe Somedayシリーズ
- Maybe Someday (2014)
- Maybe Not (2014) novella
- Maybe Now (2018)

#### その他
- Ugly Love (2014年)
- Never Never (2015年) three part novella series with Tarryn Fisher
- Confess (2015年)
- November 9 (2015年)
- Too Late (2016年)
  - 『スローンはもう手遅れだから』 阿尾正子 訳、二見書房、2024年
- Without Merit (2017年)
- All Your Perfects (2018年)
- Verity (2018年)
  - 『ヴェリティ／真実』 相山夏奏 訳、二見書房、2023年
- Regretting You (2019年)
  - 『リグレティング・ユー あの日の自分に戻れたら　上下』 相山夏奏 訳、二見書房、2025年
- Heart Bones (2020年)
- Layla (2020年)
- Reminders of Him (2022年)
  - 『リマインダーズ・オブ・ヒム　あなたの遺したもの』 相山夏奏 訳、二見書房、2024年
- Never Never (2023年) with Tarryn Fisher

Source:

### Short stories
- "A Father's Kiss" from The Kiss (An Anthology of Love and Other Close Encounters)
- "Saint" from One More Step (An Anthology)
- "The Dress" from Two More Days (An Anthology)